# Sites mégalithiques des Deux-Sèvres

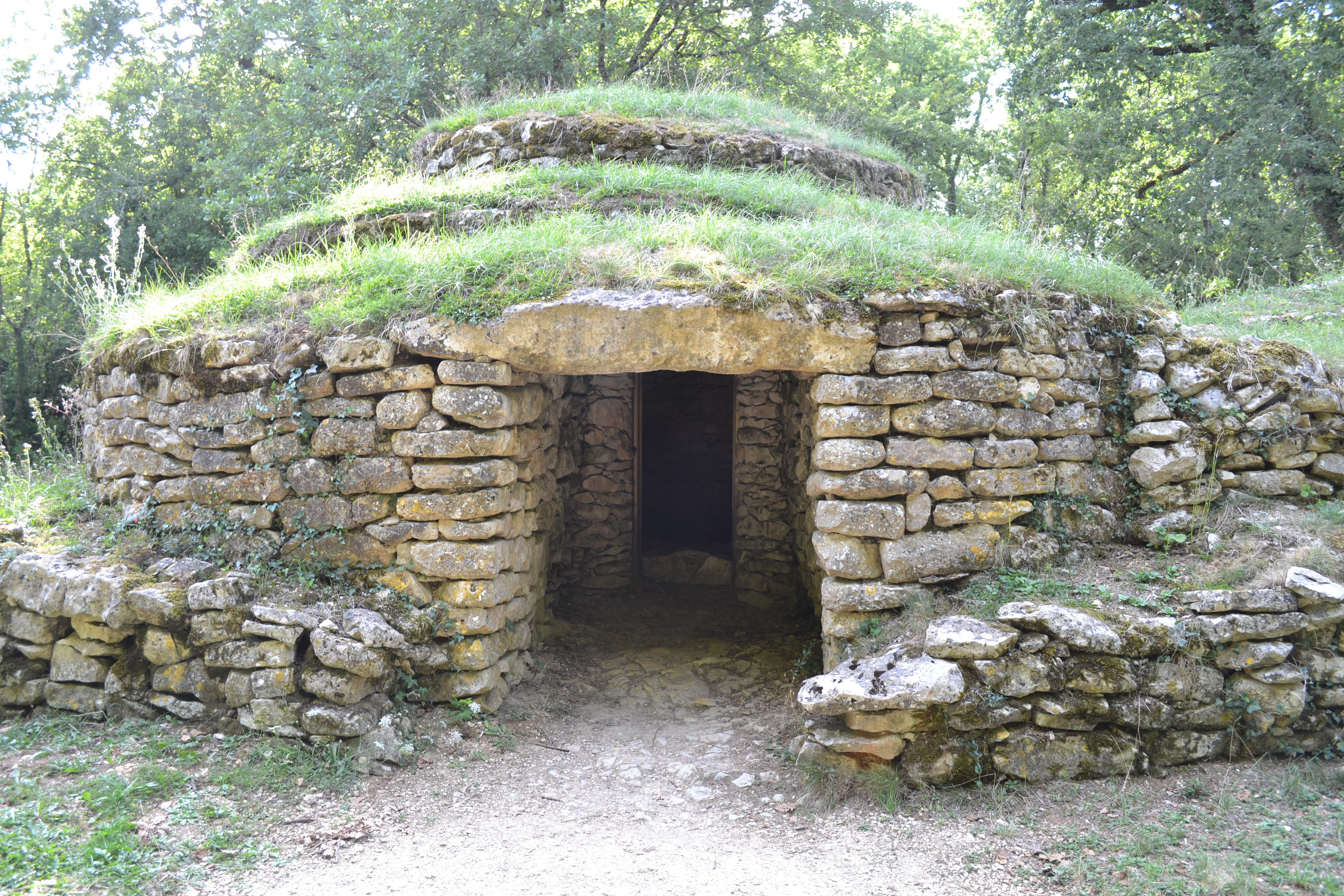
Chambre F0 du tumulus F dans la nécropole de Bougon.

Les sites mégalithiques des Deux-Sèvres se caractérisent moins par leur nombre que par leur richesse. Ils sont fortement concentrés et correspondent principalement à un mégalithisme funéraire marqué par plusieurs nécropoles dolméniques et de grands tumulus. Ces monuments funéraires ne présentent pas de stratigraphies claires car ils ont réutilisés successivement par diverses cultures néolithiques.

## Répartition géographique
| \| Niort Bressuire Parthenay \| Répartition géographique des sites mégalithiques. · : dolmen - : autre site mégalithique |
| Niort Bressuire Parthenay                                                                                                |

Le département comporte deux zones de forte densité mégalithique : le Thouarsais et la haute vallée de la Sèvre Niortaise. Dans le Thouarsais, les dolmens et tumulus sont regroupés en véritable nécropole (Taizé), 21 dolmens y sont encore visibles et l'existence de 8 autres, désormais détruits, est attestée. La rive droite de la haute vallée de la Sèvre se caractérise elle aussi par une impressionnante nécropole à Bougon, qui malgré d'importantes destructions intervenues au XIXe siècle demeure comme l'un des plus importants sites mégalithiques du Centre-Ouest avec ses longs tumulus. En dehors de ces deux concentrations, la moyenne vallée de la Sèvre comporte plusieurs toponymes révélateurs et quelques monuments remarquables (Sainte-Soline) mais les dolmens y sont plus isolés. Le bocage bressuirais, la Gâtine de Parthenay, les environs de Niort, le Mellois et tout le sud du département sont vierges ou quasi-vierges de tout monument.
L'implantation des sites ne correspond pas vraiment à des topographies privilégiées, toutes les configurations géographiques sont représentées (fond de vallée, plateaux, bordure de plateaux, point relativement élevé) mais la proximité immédiate d'un cours d'eau est attestée, probablement en lien avec l'habitat désormais disparu. Les bâtisseurs du Néolithique ont utilisé les matériaux naturels que leur fournissait leur environnement. Dans le Thouarsais, les calcaires bajociens ou bathoniens sont abondants, faciles à travailler mais peu résistants, le grès local, de type cénomanien qui se retrouve en blocs épars dans toute la plaine, les granites rosés, conglomérats et blocs de grès siliceux ont été privilégiés pour la construction des tables et orthostates des dolmens. Dans le sud du département, ce sont les calcaires et roches siliceuses du sous-sol formés au Jurassique qui ont été utilisés. L'absence de mégalithes dans le bocage bressuirais et la Gâtine ne peut s'expliquer par l'absence de matériaux locaux, des granites de qualités diverses y étant présents. D'une manière générale, aucun transport de matériaux sur des distances supérieures à quelques centaines de mètres n'a été nécessaire.

## Types architecturaux
Les tumulus géants, en fait il s'agit le plus souvent de cairns dolméniques, sont caractéristiques du mégalithisme du département. Ils peuvent atteindre des dimensions considérables, de 60 à 100 m pour les formes allongées ou d'un diamètre supérieur à 40 m pour les formes circulaires avec une hauteur souvent supérieure à 3 m. Leur fouille a révélé des structures très diverses : coffres, dolmen unique, dolmens multiples à couloirs parallèles ou non, sépultures diverses.
Les dolmens sont peu nombreux mais offrent une grande variété architecturale compte tenu des influences armoricaines, angevines, angoumoisines et méridionales dont la région a bénéficié : dolmens à couloir (à chambre unique sous tumulus avec voûte à encorbellement, groupés sous cairn allongé, à chambre ronde ou rectangulaire), dolmens de type angevin, allée couverte, dolmens simples, sépultures sous dalles para-dolméniques. L'ensemble est complété de tombelles, petits tumulus à base circulaire, ovalaire ou rectangulaire plus ou moins marquée, supposés contenir des sépultures autres que dolméniques (sans dalles).
Les menhirs sont rares, peu spectaculaires et souvent incertains, dans un certain nombre de cas il pourrait s'agir d'anciens éléments d'un dolmen (ancien orthostate ou table reposant désormais à plat) ou de rochers naturels. Les deux seuls menhirs indiscutables (la Pierre de Vignole et la Pierre-qui-Vire) sont d'ailleurs atypiques : ce sont de petits monuments qu'on pourrait d'ailleurs aisément confondre avec de petits orthostates. Des polissoirs n'ont été signalés que dans le nord-ouest du département, sur des roches granitoïdes du bocage. Ils comportent essentiellement des cuvettes de polissage, les rainures y sont exceptionnelles, certaines pourraient correspondre à des meules dormantes et d'autres furent encore utilisées à des époques bien postérieures au Néolithique.

## Folklore
Le folklore associé aux dolmens et menhirs authentiques est très classique. Certaines pierres seraient douées de mobilité (« pierres qui virent »), d'autres sont associées aux rendez-vous de créatures fantastiques (Satan, sorcières) ou mal aimées (chats). La fée Mélusine est associée aux pierres de Vouillé et le géant Gargantua à la Pierre-Levée de Thénezay (dite « Pan d'Oreille de Gargantua ») et aux monuments de Taizé. La Pierre Pèse est le seul mégalithe certain assimilé à un tombeau et peu de monuments ont la réputation de receler un trésor (tumulus du Champ de la Motte, Tumulus du Montioux). Quelques dolmens firent l'objet d'un culte jusqu'à assez récemment (Avon, Chenay, Brétignolles, Faye-L'Abbesse).

## Chronologie relative
Les monuments funéraires (dolmens, tumulus) du département ne présentent pas de stratigraphies claires. Les monuments ont été réutilisés et chaque réutilisation a entraîné une grande confusion dans le mobilier funéraire antérieur voire sa quasi-disparition. Les plus anciens monuments sont les dolmens à couloir de type atlantique, à chambre ronde ou polygonale avec des parois en pierres sèches et une couverture en encorbellement. Les couloirs courts (Bougon E) auraient précédé de peu les couloirs longs (Tumulus de Nouverteils, tumulus du Montioux). Ces constructions ont généralement été édifiées à proximité du littoral mais on connaît aussi des exceptions en dehors des régions côtières, comme la Ciste des Cous en Vendée et quelques dolmens charentais. Quelques tumulus géants, non mégalithiques à l'origine, renfermant des caissons à inhumation individuelle, groupés par deux ou trois pourraient appartenir approximativement à la même époque (tumulus du Planti). Leur érection seraient l’œuvre d'une population, appelée « peuple des Cous » par Claude Burnez, qui aurait vécu près des côtes vendéennes, aunisiennes et saintongaises vers 3800-300 av. J.-C. et aurait été refoulée vers l'intérieur des terres par les Matignons.
L'essor des Chasséens entraîne l'apparition de dolmens à couloir dits de « type angoumoisin » (chambre carrée ou rectangulaire et couloir déporté) qui correspondent à une plus grande maîtrise du travail de la pierre calcaire (dolmens A et F à Bougon, dolmens E145 et E170 à Taizé). A la même époque, l'influence du type « dolmen angevin » se fait sentir dans le nord du département et s'étend jusqu'à Bougon (Pierre-Levée des Sept Chemins). L'arrivée de la culture Seine-Oise-Marne depuis le Bassin-Parisien en Poitou-Charentes, vers 2400/2300 av. J.-C., est peut-être à l'origine de l'unique allée couverte du département (Dolmen de la Voie). De leur rencontre avec la culture de Peu-Richard va alors naître un groupe original, baptisé « Vienne-Charente » par Raymond Riquet, dont l’influence est perceptible à Bougon (hache-marteau en os du dolmen A) et à Salles (tumulus du Doignon). Au Néolithique final, les Artenaciens réutilisent des tombes édifiées par leurs prédécesseurs (tumulus des Nouverteils, Pierres Levées de Puyraveau, tumulus des Vinettes). Postérieurement, les sépultures mégalithiques collectives ne sont plus réutilisées hormis quelques intrusions à l'âge du fer (tumulus des Lisières).

## Inventaire non exhaustif
| Monument                            | Commune                  | Remarque                                                                            | Protection                          | Coordonnées                       | Illustration                    |  |
| ----------------------------------- | ------------------------ | ----------------------------------------------------------------------------------- | ----------------------------------- | --------------------------------- | ------------------------------- |  |
| Grosses Pierres                     | Amuré                    | dolmen                                                                              |                                     | 46° 15′ 46″ N, 0° 37′ 34″ O       |                                 |  |
| Motte de Puy Taillé                 | Assais-les-Jumeaux       | tumulus                                                                             | Classé MH (1970)                    | 46° 48′ 51″ N, 0° 00′ 56″ O       |                                 |  |
| Tumulus du Planti                   | Availles-Thouarsais      | autre nom tumulus des Vielles-Vignes                                                | détruit en 1978                     |                                   |                                 |  |
| Dolmen d'Avon                       | Avon                     |                                                                                     | détruit                             |                                   |                                 |  |
| Dolmen des Champs du Pré            | Bougon                   | autre nom dolmen de Javarzay                                                        | détruit                             |                                   |                                 |  |
| Pierre-Garde                        | Bougon                   | autre nom dolmen du Moulin-à-Vent                                                   | détruit                             |                                   |                                 |  |
| Pierre-Levée des Sept Chemins       | Bougon                   |                                                                                     | Classé MH (1875) · Classé MH (1971) | 46° 21′ 36″ N, 0° 04′ 27″ O       |                                 |  |
| Tumuli de Bougon                    | Bougon                   | autre nom les Chirons,                                                              | Classé MH (1960)                    | 46° 22′ 24″ N, 0° 04′ 02″ O       |                                 |  |
| Pierre Levée de la Dédillerie       | Bretignolles             | dolmen                                                                              | détruit vers 1950                   |                                   |                                 |  |
| Pierre Levée                        | Brie                     | dolmen                                                                              | détruit                             |                                   |                                 |  |
| Pierre du Sacrifice                 | Brion-près-Thouet        | dolmen                                                                              | détruit                             |                                   |                                 |  |
| Dolmen de Brieul                    | Chenay                   | autre nom Pierre Levée                                                              | détruit                             |                                   |                                 |  |
| Dolmen du Bourg                     | Exoudun                  | autre nom dolmen de l'école de garçons                                              | Classé MH (1970)                    | 46° 20′ 42″ N, 0° 04′ 45″ O       |                                 |  |
| Pierre Levée de la Fontenille       | Faye-l'Abbesse           | dolmen                                                                              | Classé MH (1971)                    | 46° 49′ 39″ N, 0° 19′ 07″ O       |                                 |  |
| Pierre Pèse                         | Limalonges               | dolmen                                                                              | Classé MH (1889)                    | 46° 08′ 35″ N, 0° 12′ 52″ E       | Pierre Pèse                     |  |
| Tumulus de Nouverteils              | Limalonges               |                                                                                     | Inscrit MH (1993)                   | 46° 08′ 42″ N, 0° 12′ 53″ E       |                                 |  |
| Dolmen des Savaris                  | Luché-Thouarsais         |                                                                                     | détruit en 1914                     |                                   |                                 |  |
| Pirelée de la Garde                 | Luzay                    | autre nom Grosse Pierre                                                             |                                     | 46° 56′ 04″ N, 0° 11′ 48″ O       |                                 |  |
| Tumulus du Bois de Touche-Grasse    | Maisonnay                |                                                                                     |                                     |                                   |                                 |  |
| Dolmen de Château-Gaillard          | Mauléon                  |                                                                                     | détruit vers 1895                   |                                   |                                 |  |
| Pierres à cupules de la Millassière | Mauléon                  | datation incertaine                                                                 |                                     |                                   |                                 |  |
| Polissoir de la Marotte             | Mauléon                  | autre nom polissoir du Plessis                                                      | Classé MH (1945)                    | conservé au château de la Marotte |                                 |  |
| Dolmen de la Pille-Verte            | Mauzé-Thouarsais         |                                                                                     | ruiné                               |                                   |                                 |  |
| Dolmen de la Saint-Père             | Mauzé-Thouarsais         | autre nom dolmen du champ de la Salle                                               |                                     |                                   |                                 |  |
| Sépulture sous dalles de Rothémont  | Mauzé-Thouarsais         | autre nom dolmen du Pâtis-aux-Bœufs                                                 |                                     |                                   |                                 |  |
| Pierre Folle des Hugues             | Messé                    | dolmen autres noms Pierre Folle des Huges, Pierre Levée de Mazais                   | détruit vers 1968                   |                                   |                                 |  |
| Dolmen de la Garenne                | La Mothe-Saint-Héray     | autre nom dolmen de la Villedieu-de-Comblé                                          | Classé MH (1970)                    | 46° 22′ 35″ N, 0° 07′ 12″ O       |                                 |  |
| Pierre aux Juifs                    | La Mothe-Saint-Héray     | dolmen probable                                                                     | détruit                             |                                   |                                 |  |
| Pierre Levée du Grand Gât           | Moutiers-sous-Argenton   | autre nom Pierre Chète                                                              | Classé MH (1970)                    | 46° 56′ 35″ N, 0° 23′ 28″ O       |                                 |  |
| Pierre Levée de la Croisonnière     | Nanteuil                 |                                                                                     | Classé MH (1970)                    | 46° 24′ 39″ N, 0° 10′ 00″ O       | Pierre Levée de la Croisonnière |  |
| Pierres Levées des Champs Pallus    | Nanteuil                 | 2 dolmens                                                                           | détruits                            |                                   |                                 |  |
| Pierre-qui-Vire de Pied-de-Font     | Niort                    |                                                                                     | détruite                            |                                   |                                 |  |
| Polissoir de la Bernère             | Nueil-les-Aubiers        |                                                                                     |                                     |                                   |                                 |  |
| Polissoir de la Tremblaye           | Nueil-les-Aubiers        |                                                                                     |                                     |                                   |                                 |  |
| Polissoirs de Lineau                | Nueil-les-Aubiers        |                                                                                     |                                     |                                   |                                 |  |
| Polissoirs du Chaigneau             | Nueil-les-Aubiers        |                                                                                     | disparus                            |                                   |                                 |  |
| Dolmen de la Mée                    | Oiron                    |                                                                                     | ruiné                               | 46° 56′ 26″ N, 0° 02′ 24″ O       |                                 |  |
| Pierre à Pineau                     | Oiron                    |                                                                                     | Inscrit MH (1979)                   | 46° 54′ 08″ N, 0° 05′ 57″ O       |                                 |  |
| Tumuli des Lisières                 | Pamproux                 | 6 tumuli                                                                            | détruits                            |                                   |                                 |  |
| Tumulus du Montabout                | Pamproux                 |                                                                                     | détruit                             |                                   |                                 |  |
| Pierre de Vignole                   | Pas-de-Jeu               | menhir                                                                              |                                     |                                   |                                 |  |
| Dolmen de la Voie                   | Le Pin                   | autre nom dolmen de Prouhet                                                         | Classé MH (1978)                    | 46° 52′ 02″ N, 0° 39′ 47″ O       |                                 |  |
| Tumulus du Mondreau                 | Priaires                 |                                                                                     | détruit en 1966                     |                                   |                                 |  |
| Tumulus du Péré                     | Prissé-la-Charrière      |                                                                                     | Inscrit MH (1993)                   | 46° 08′ 57″ N, 0° 31′ 52″ O       | Tumulus du Péré                 |  |
| Rochers gravés des Vaulx            | Saint-Aubin-de-Baubigné  | Roches ornées de gravures rupestres                                                 | Classé MH (1982)                    |                                   |                                 |  |
| Pierre Chèvre                       | Sainte-Eanne             | dolmen                                                                              | détruit                             |                                   |                                 |  |
| Pierre Levée                        | Sainte-Eanne             | dolmen                                                                              | détruit                             |                                   |                                 |  |
| Tumulus du Montioux                 | Sainte-Soline            |                                                                                     | Classé MH (1986)                    | 46° 14′ 50″ N, 0° 03′ 45″ E       |                                 |  |
| Dolmen des Petites Bournayes        | Saint-Jacques-de-Thouars |                                                                                     |                                     | 46° 58′ 27″ N, 0° 14′ 12″ O       |                                 |  |
| Pierre des Moines                   | Saint-Jean-de-Thouars    | autre nom dolmen du Bourg                                                           | ruiné                               |                                   |                                 |  |
| Pierres Levées de Puyraveau         | Saint-Léger-de-Montbrun  | 2 dolmens                                                                           | Classé MH (1971)                    | 46° 59′ 17″ N, 0° 09′ 46″ O       |                                 |  |
| Tumulus des Vinettes                | Salles                   |                                                                                     | détruit                             |                                   |                                 |  |
| Tumulus du Doignon                  | Salles                   |                                                                                     | détruit                             |                                   |                                 |  |
| Caves de Dillon                     | Taizé-Maulais            | dolmen                                                                              | ruiné                               | 46° 57′ 24″ N, 0° 08′ 33″ O       |                                 |  |
| Dolmen de Moque-Chain               | Taizé-Maulais            | autres noms dolmen d'Echarbot                                                       |                                     | 46° 55′ 40″ N, 0° 08′ 31″ O       |                                 |  |
| Dolmen de Pissotte                  | Taizé-Maulais            | autres noms dolmen de la Pissase, dolmen de la Vallée du Peu, dolmen de Tartahuiche |                                     | 46° 55′ 29″ N, 0° 08′ 11″ O       |                                 |  |
| Nécropole de Monpalais              | Taizé-Maulais            |                                                                                     | Inscrit MH (1991)                   | 46° 56′ 53″ N, 0° 08′ 22″ O       |                                 |  |
| Dolmen des Grands Reneaux           | Tessonnière              |                                                                                     | détruit                             |                                   |                                 |  |
| Pierre Levée de la Police           | Thénezay                 | dolmen autre nom Pan d'Oreille de Gargantua                                         | détruit                             |                                   |                                 |  |
| Dolmen du Coteau de Fleury          | Thouars                  |                                                                                     | ruiné                               |                                   |                                 |  |
| Motte des Justices                  | Thouars                  | tumulus                                                                             |                                     | 46° 59′ 45″ N, 0° 11′ 47″ O       |                                 |  |
| Pierre de Champarnaud               | Vouillé                  | mégalithe incertain                                                                 |                                     |                                   |                                 |  |